# Kirsten Flipkens
Kirsten Flipkens (Geel, 10. siječnja 1986.) belgijska je profesionalna tenisačica. Jedini WTA turnir osvojila je u rujnu 2012. (Québec). Ima i trinaest naslova na ITF turnirima, dvanaest pojedinačno i jedan u konkurenciji parova.
Najveći joj je uspjeh na Grand Slam turnirima poluzavršnica Wimbledona 2013. godine.

## Životopis
Flipkens je počela igrati tenis već s 4 godine. U ljeto 2003. osvojila je Wimbledon i US Open u juniorskoj konkurenciji. Na kraju godine proglašena je ITF juniorskom prvakinjom. Sljedeće je godine nastupala u njemačkoj teniskoj Bundesligi za momčad TC 08 Moers i s njima bila momčadska prvakinja.
Prvi je nastup na Grand Slam turniru ubilježila 2006. u Roland Garrosu. Nakon pobjede u prvom kolu nad Virginie Pichet, u drugom je kolu poklekla pred Flavijom Pennettom s 1:6 i 0:6. Na US Openu je također došla do drugog kola, u kojem je poražena 2:6, 3:6 od Jelene Janković.
Nakon dvije sezone obilježene nestalnom formom zbog ozljeda, godine 2009. dospjela je do 3. kola Wimbledona (poraz 5:7, 1:6 od Dinare Safine) i US Opena (poraz 0:6, 2:6 od buduće pobjednice Kim Clijsters). Zbog ozljede je propustila i US Open 2011. te veći dio sezone 2012. Uspješno se vratila osvojivši 16. rujna 2012. Bell Challenge u Québecu, svoj prvi naslov na WTA Touru, pobjedom 6:1, 7:5 nad Čehinjom Hradeckóm.
Od 2003. Flipkens nastupa za belgijsku Fed Cup reprezentaciju.

## Osvojeni turniri

### Pojedinačno (1 WTA)
| Br. | Datum           | Turnir | Suparnica u finalu | Rezultat |
| 1.  | 16. rujna 2012. | Québec | Lucie Hradecká     | 6:1, 7:5 |

## Rezultati na Grand Slam turnirima
| Grand Slam      | 2006. | 2007. | 2008. | 2009. | 2010. | 2011. | 2012. | 2013. |
| --------------- | ----- | ----- | ----- | ----- | ----- | ----- | ----- | ----- |
| Australian Open | -     | 1k    | -     | 2k    | 1k    | 1k    | -     | 4k    |
| Roland Garros   | 2k    | -     | -     | 2k    | 2k    | 1k    | -     | 2k    |
| Wimbledon       | 1k    | -     | -     | 3k    | 2k    | 1k    | -     | 1/2F  |
| US Open         | 2k    | -     | -     | 3k    | 1k    | -     | 2k    |       |

## Plasman na WTA ljestvici na kraju sezone
| 2001. | 2002. | 2003. | 2004. | 2005. | 2006. | 2007. | 2008. | 2009. | 2010. | 2011. | 2012. | 2013. |
| ----- | ----- | ----- | ----- | ----- | ----- | ----- | ----- | ----- | ----- | ----- | ----- | ----- |
| 1126. | 560.  | 363.  | 169.  | 201.  | 105.  | 363.  | 104.  | 81.   | 77.   | 194.  | 54.   |       |

## Vanjske poveznice
- Službena stranica  Arhivirana inačica izvorne stranice od 16. listopada 2008. (Wayback Machine) (nizoz.)
- Profil na stranici WTA Toura (engl.)